# Тичино (река)
Тичи́но (нем. Tessin, итал. Ticino, лат. Ticinus) — река в Швейцарии и Италии, левый приток По.
Длина — 248 км, площадь водосборного бассейна — около 7,2 тыс. км². Средний расход воды около 350 м³/с у Понте-делла-Бекка и 69 м/с у Магадино.
Берёт начало на массиве Сен-Готард в Швейцарии. Впадает и вытекает из Лаго-Маджоре. Впадает в реку По (Пад) в нескольких километрах от Павии. В Швейцарии на реке имеется гидроэлектростанция. В Италии используется преимущественно для ирригации.
В ноябре 218 года до н. э. состоялась битва при Тицине — одно из первых сражений Второй Пунической войны, в котором карфагенская армия под командованием Ганнибала одержала победу над римской армией под командованием консула Публия Корнелия Сципиона.

## Города

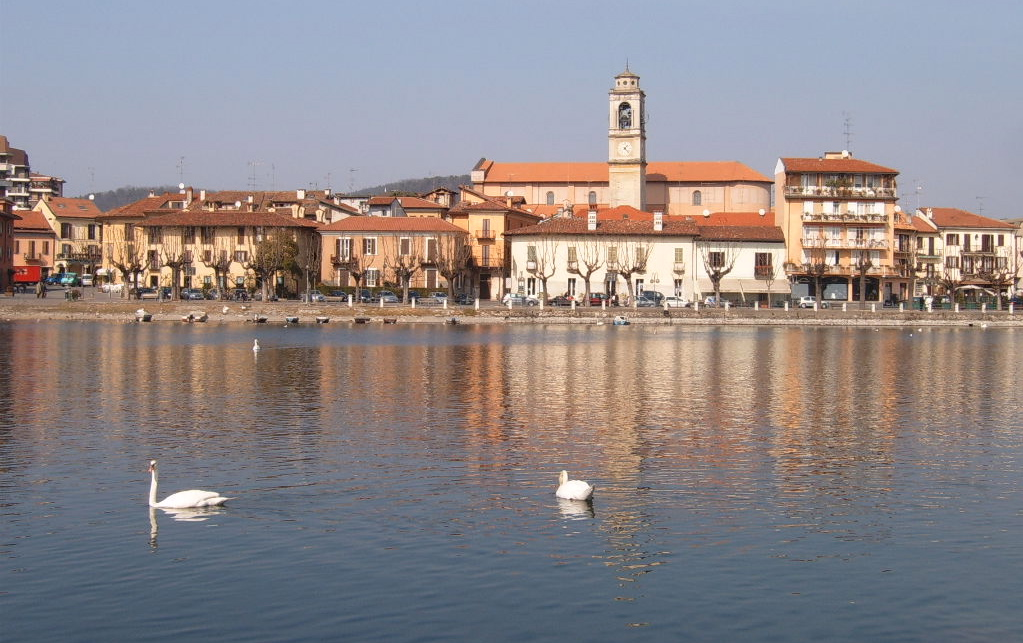
Река в Сесто-Календе

В Швейцарии
- Аироло
- Беллинцона
- Локарно (на Лаго-Маджоре)

В Италии
- Стреза (на Лаго-Маджоре)
- Виджевано
- Павия

## Основные притоки
В Швейцарии
- Бренно
- Моеса

В Италии
- Арно